# مارك إي. نيلي جونيور
مارك إي. نيلي جونيور (بالإنجليزية: Mark E. Neely, Jr.)‏ هو أستاذ جامعي ومؤرخ أمريكي، ولد في 10 نوفمبر 1944 في أماريلو في الولايات المتحدة.